# Hans Prasch

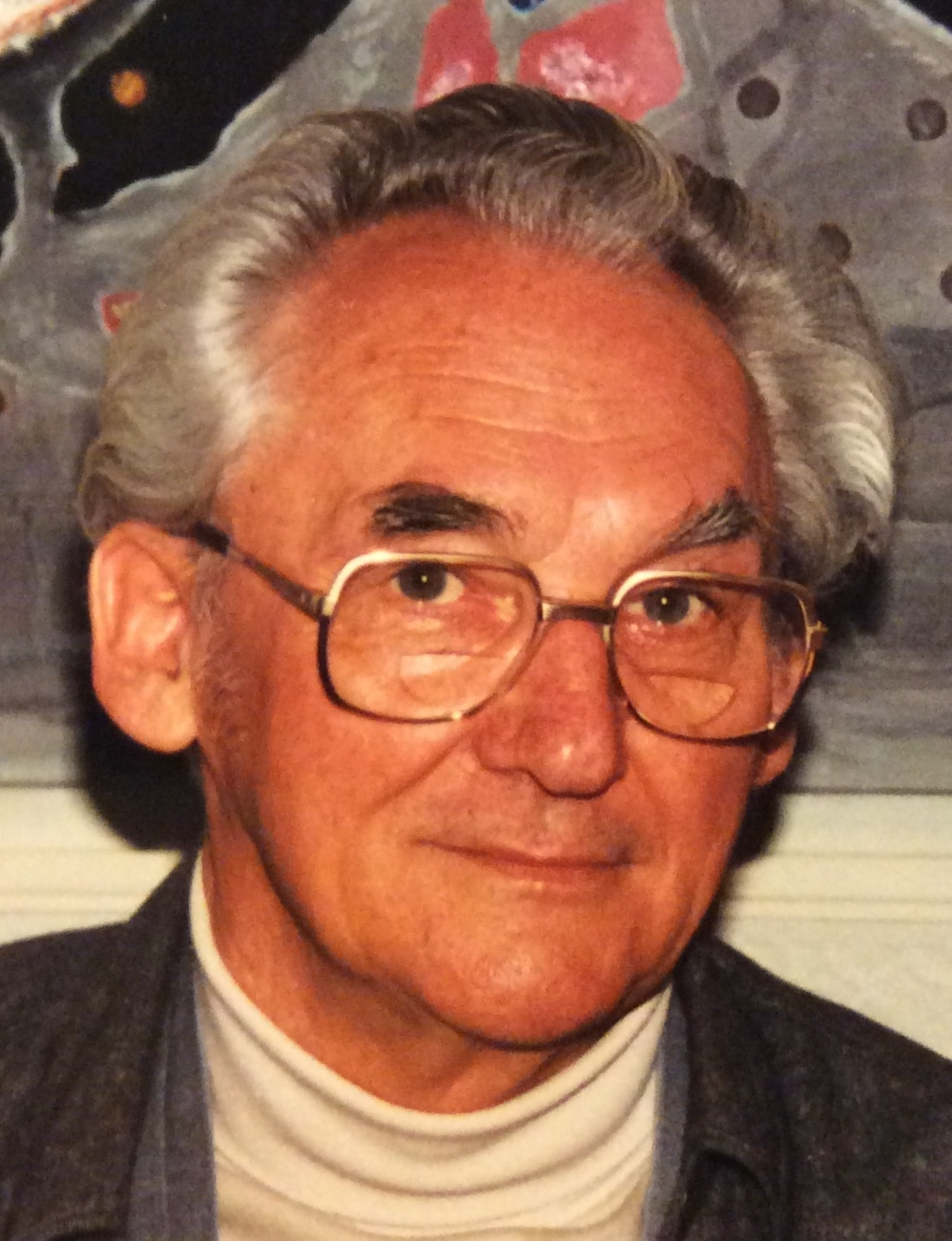
Hans Prasch, 1995

Hans Prasch (* 7. Juni 1925 in Bad Orb; † 26. Oktober 1999 ebenda) war ein deutscher Bildhauer, Kulturpreisträger des Main-Kinzig-Kreises 1985 und Ehrenbürger von Bad Orb.

## Leben, Familie
Hans Prasch wurde als fünftes von fünf Kindern eines Landwirts und Waldarbeiters in Bad Orb geboren. „Die Familie Prasch ist schon seit Jahrhunderten in Orb ansässig.“ und lebte in sehr bescheidenen Verhältnissen. Hans Prasch besuchte die Grund- und Hauptschule in Bad Orb. Schon in der frühen Jugend stellte er seine Neigung zur Arbeit mit Holz und die Begabung für das Holzschnitzen fest, das ihm viel Freude bereitete.
An die Schulzeit in Bad Orb schloss sich 1939 eine Schreinerlehre an. Danach besuchte er die Staatliche Fachschule für Holz- und Elfenbeinschnitzerei in Erbach im Odenwald. Die Ausbildung wurde unterbrochen, als er 1943 zum Wehrdienst einberufen wurde. Kurz vor Kriegsende wurde er schwer verwundet. Ab 1947 besuchte er die Werkkunstschule in Offenbach, die heutige  Hochschule für Gestaltung. Seit 1948 war er freischaffender Bildhauer.
Hans Prasch war verheiratet und hatte zwei Kinder. Er verstarb am 26. Oktober 1999 in Bad Orb. Prasch war Mitglied im Bundesverband Bildender Künstler, im Künstlerbund Simplicius (seit 1954) und der Orber Sezession.

## Künstlerisches Schaffen
Mit Holz als Werkstoff von Kindheit an vertraut, arbeitete Hans Prasch später ebenso mit Bronze, Blei und Stein. Er bevorzugte Plastiken, Reliefs und die Kombination beider Darstellungsarten. Sie sind charakteristisch, insbesondere für seine größeren Arbeiten (Jubiläumsbrunnen, Sälzer). Zu seinen Lehrmeistern zählte vor allem der Maler und Freund Magnus Manz, mit dem er viele gemeinsame Ausstellungen gestaltete.
Eine der ersten Ausstellungen seiner Werke war zusammen mit seinem Freund, dem Maler Peter Mann im Weißen Saal des ehemaligen Kurhauses Bad Orb.
„Themen und Figuren seiner Heimat waren zeitlebens seine ausgesuchten Motive“; beispielhaft genannt seien Peter von Orb, Jubiläumsbrunnen, Sälzer oder Schubkärrnschercher.
Es sind „Werke von unaufdringlicher Schönheit und Klarheit, aus denen die Liebe zu seiner Heimat und der Region spricht“.

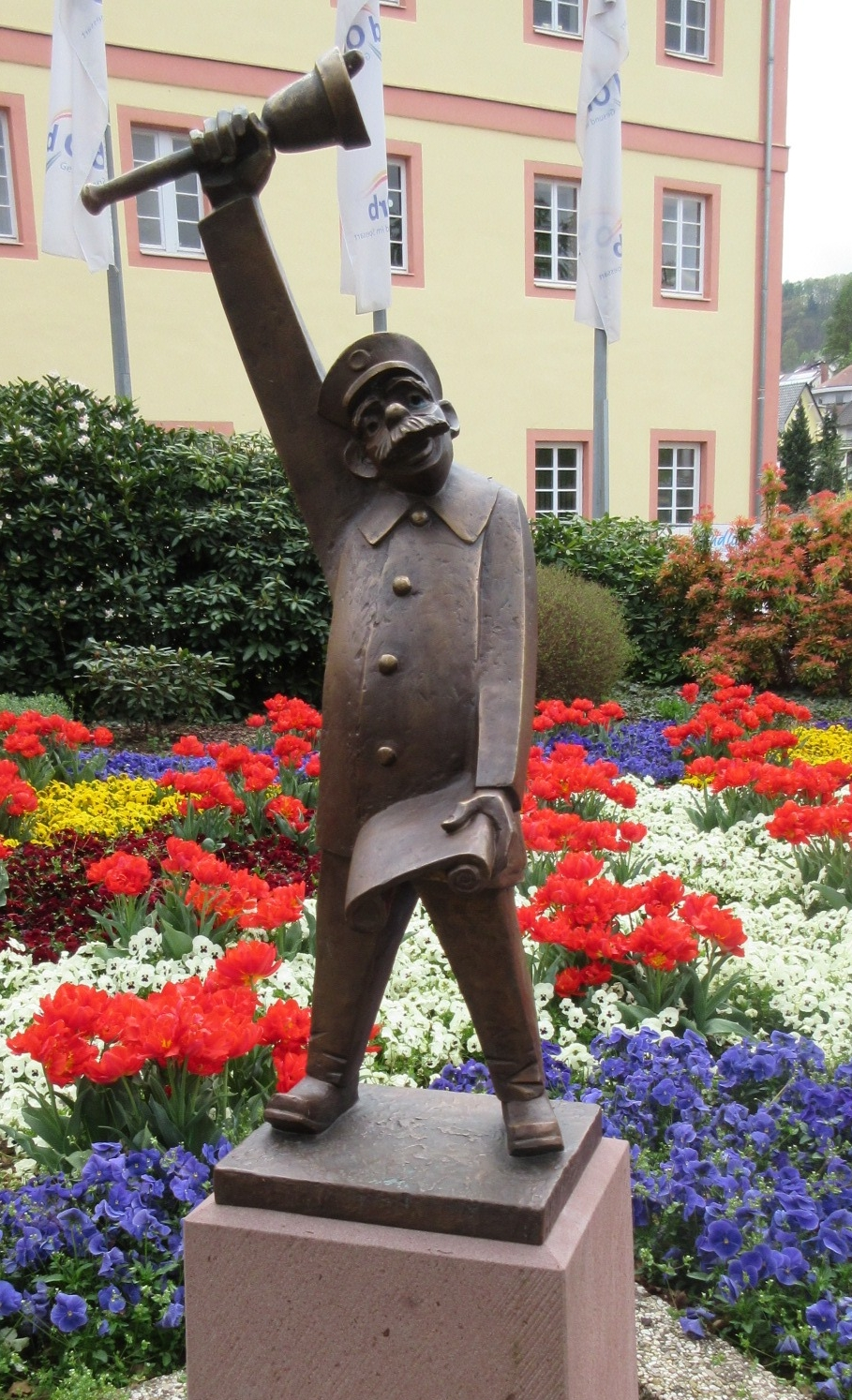
Hans Prasch: Ausrufer, Bronze

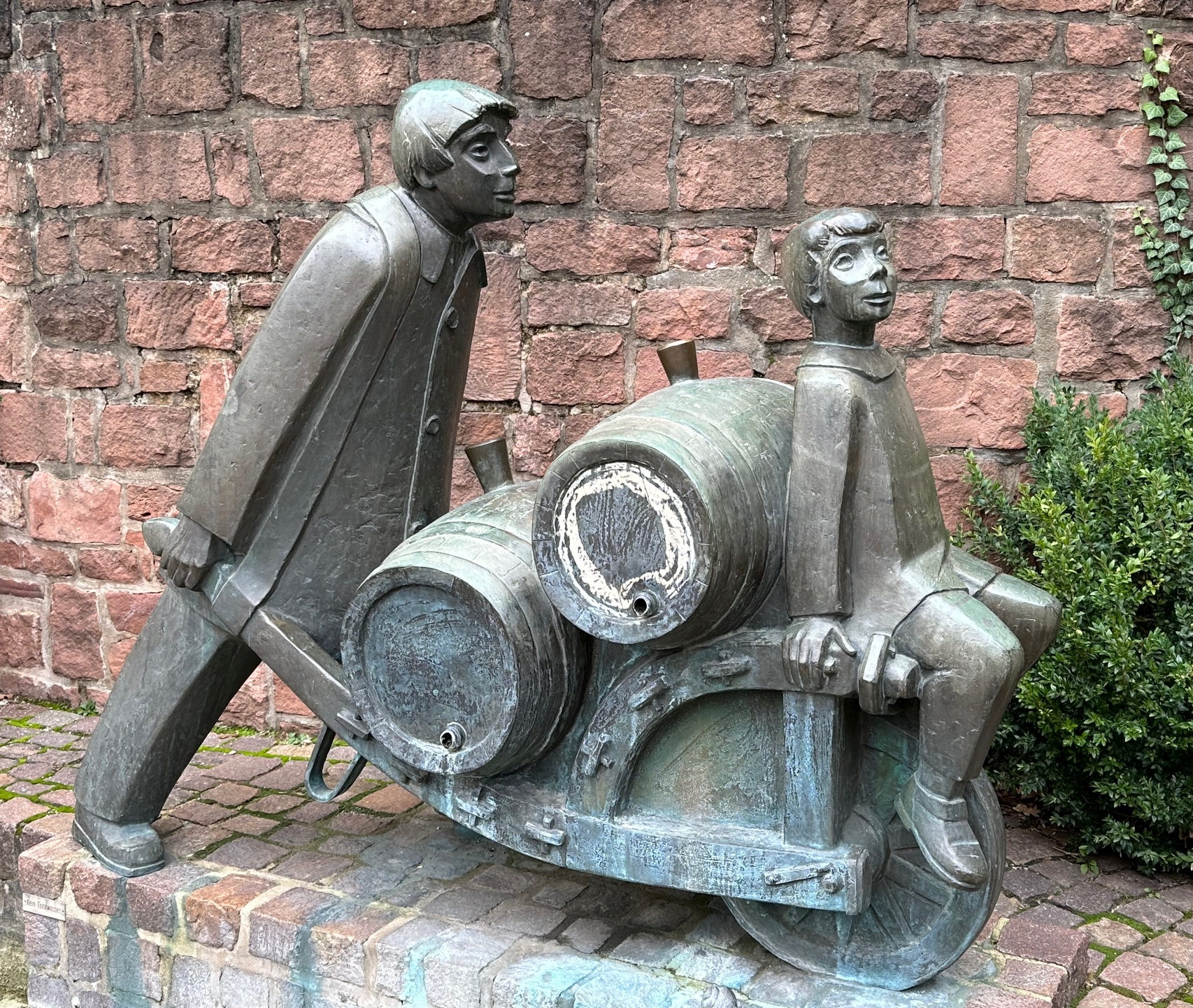
Hans Prasch: Schubkärrnschercher mit seinem Sohn

Waren es in der Anfangszeit noch überwiegend einzelne Personen, denen er künstlerisch Leben einhauchte (z. B. das ausdrucksstarke „Sterntaler-Mädchen“, aus dem gleichnamigen Märchen, siehe Werkeverzeichnis), so wurden es mit der Zeit mehr und mehr Personen-Gruppen, die seine Aufmerksamkeit fanden. „Diese Werke werden so gestaltet, dass sie von allen Seiten betrachtet werden können und somit eine Vielzahl von Szenen darstellen“, meinte Prasch. Geprägt „von hohem künstlerischen und handwerklichen Können“, zeichnen sich seine Arbeiten „durch eine gelassene Heiterkeit und besinnliche Ausstrahlung aus“.
Es zeigen sich „der tiefgründige Humor“, beziehungsweise „Liebe zum Detail und feinsinniger Humor“, der seinen Figuren und Szenen innewohnt. Besonders deutlich wird dies beim Hohen Besuch, den Tauziehern (drei Mädchen treten gegen fünf Jungen an und das Seil muss sich der Betrachter hinzudenken) oder dem Schubkärrnschercher (ein Mann schiebt, sichtlich angestrengt, einen mit drei Weinfässern schwer beladenen Schubkarren, auf dem obenauf sein fröhlicher Bub sitzt).
Durch seinen Lebens- und Arbeitsmittelpunkt in Bad Orb, einem in den 1960er bis Mitte der 1990er Jahre viel besuchten und prosperierenden Kurort, fanden die Werke Hans Praschs rasche Verbreitung in ganz Deutschland. Ein Übriges taten die Ausstellungen seiner Werke. Neben solchen im heimatlichen Rahmen sind hier beispielhaft die Ausstellungen im repräsentativen Rahmen, auch im Ausland genannt:
- Salzburg, 8. Mai bis 30. Mai 1960: Galerie Mirabell-Casino (gemeinsam mit weiteren 6 Künstlern aus dem Frankfurter Raum)
- Wiesbaden, 11. April bis 23. April 1967: Brunnenkolonnade, (vertreten mit 5 seiner Plastiken)
- Hanau, 6. Mai bis 21. Mai 1967: Rathaus-Foyer, (vertreten mit je einer Arbeit in Steingut und einer Bronzeplastik);
- Gießen, Mai 1988: Galerie, (hier wurde ihm für seine Bronzearbeit Rasselbande eine „überschäumende Vitalität“[10] bescheinigt).

## Ehrungen und Nachwirkung
Im Jahre 1985 erhielt Hans Prasch den Kulturpreis des Main-Kinzig-Kreises. Seine Heimatstadt Bad Orb verlieh ihm am 8. Mai 1999, ein halbes Jahr vor seinem Tode, die Ehrenbürgerschaft der Stadt. Dies war eine Anerkennung seines Wirkens und ein Dank für seine zahlreichen Stiftungen.
In Bad Orb prägen einige Werke Hans Praschs das Bild der Stadt mit. Insgesamt finden sich dort 20 seiner Werke. Einige dieser Arbeiten hat er der Stadt, beziehungsweise der Kirche gestiftet. Seine andauernde Präsenz in der Stadt, durch seine Werke, spiegelt sich im positiven Presse-Echo zu seinem 20. Todestag wider.
Auch über Bad Orb hinaus finden sich Arbeiten Praschs, so in Aufenau, Gelnhausen, Lettgenbrunn, Rothenbergen, Rüsselsheim, Schlüchtern und Wiesbaden (siehe Werkeverzeichnis).
Eine Reihe von Hans Praschs Arbeiten fand den Weg in solche deutsche Museen, die dem Sujet des Werkes entsprechen:
- Bad Orb, Museum: 
- Selbstbildnis (Blei),
- Spitzbub,
- Clown[14],

- Feuchtwangen, Sängermuseum: 
- Kinderchor mit Dirigent und Alfredo dem Vorsänger (Bronze),

- Steinau an der Straße, Museum Brüder Grimm-Haus: 
- Sterntalermädchen (Kunststein)
- Rattenfänger von Hameln (Bronze),

- Trossingen, Deutsches Harmonikamuseum: 
- Mundharmonikaspieler (Bronze),

- Bad Kreuznach, Museum für PuppentheaterKultur (PUK):
- Puppenspielerin (Bronze).

## Werkeverzeichnis

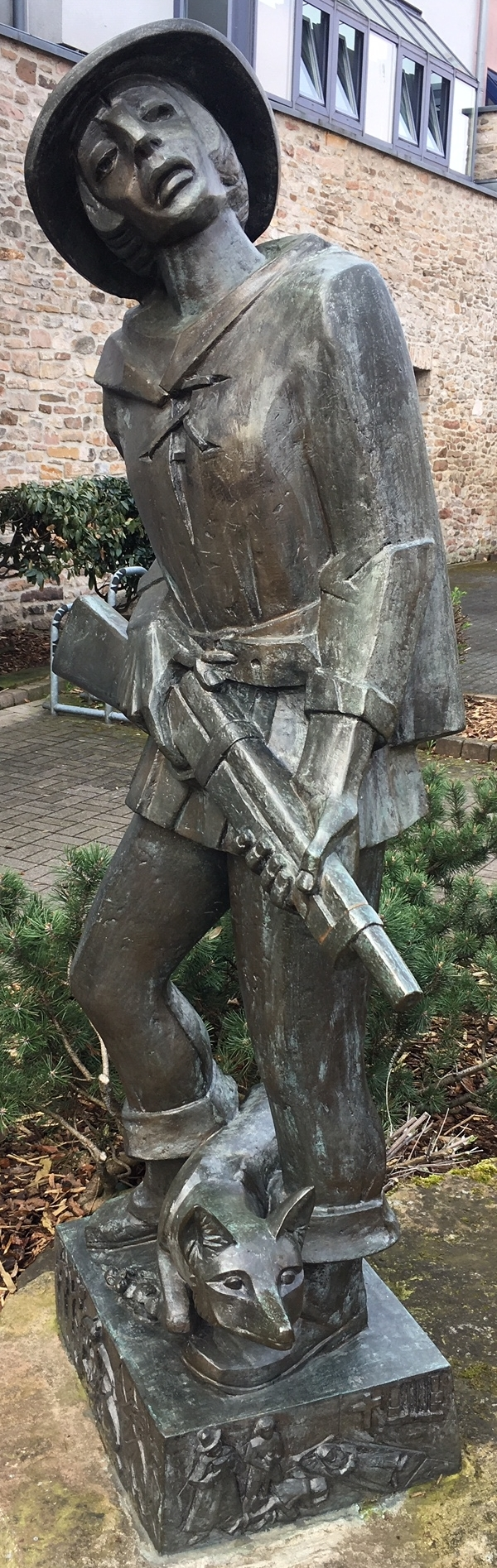
Hans Prasch: Peter von Orb und sein Fuchs, Bronze

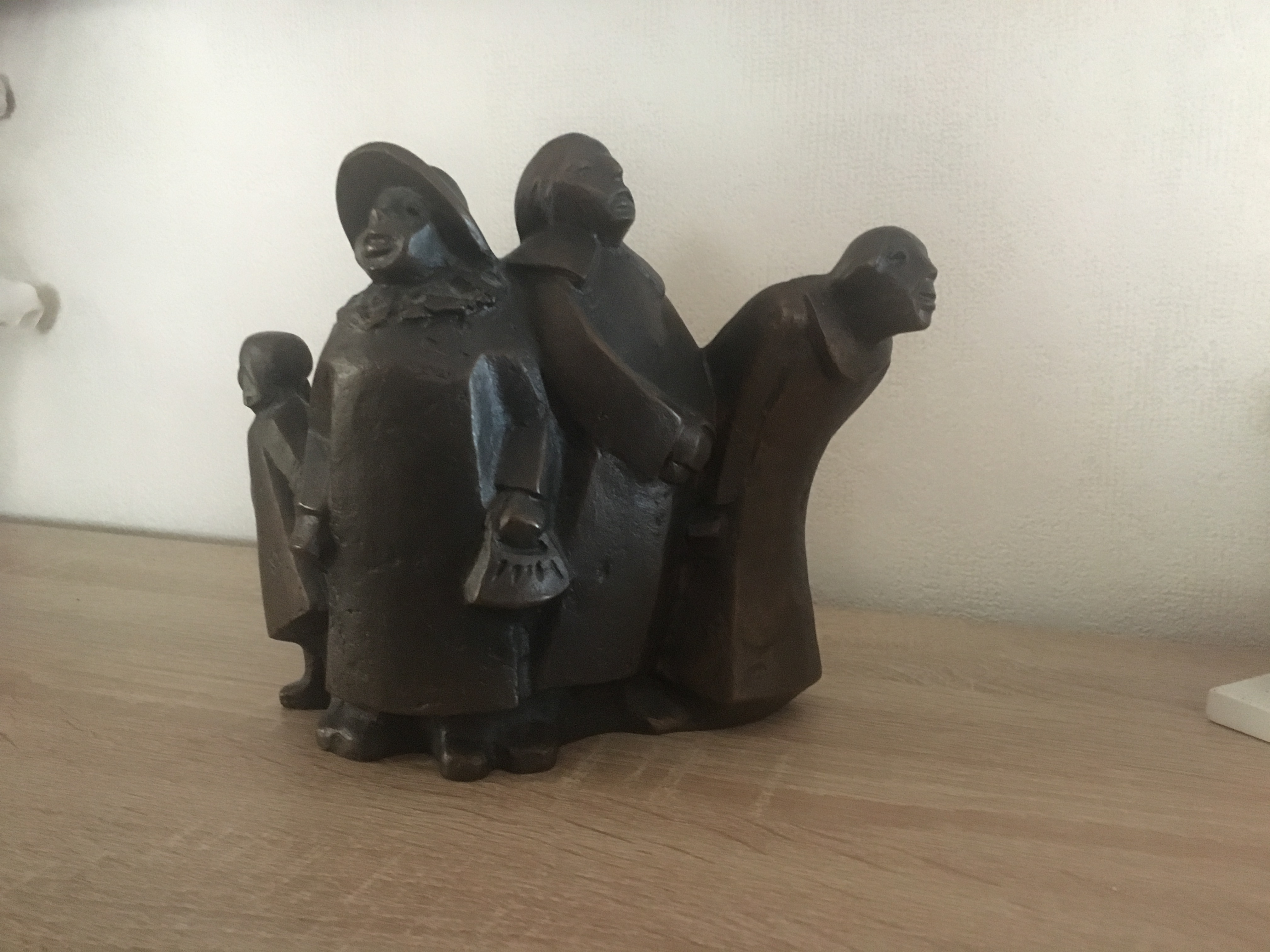
Hans Prasch: Museumsbesucher, Bronze

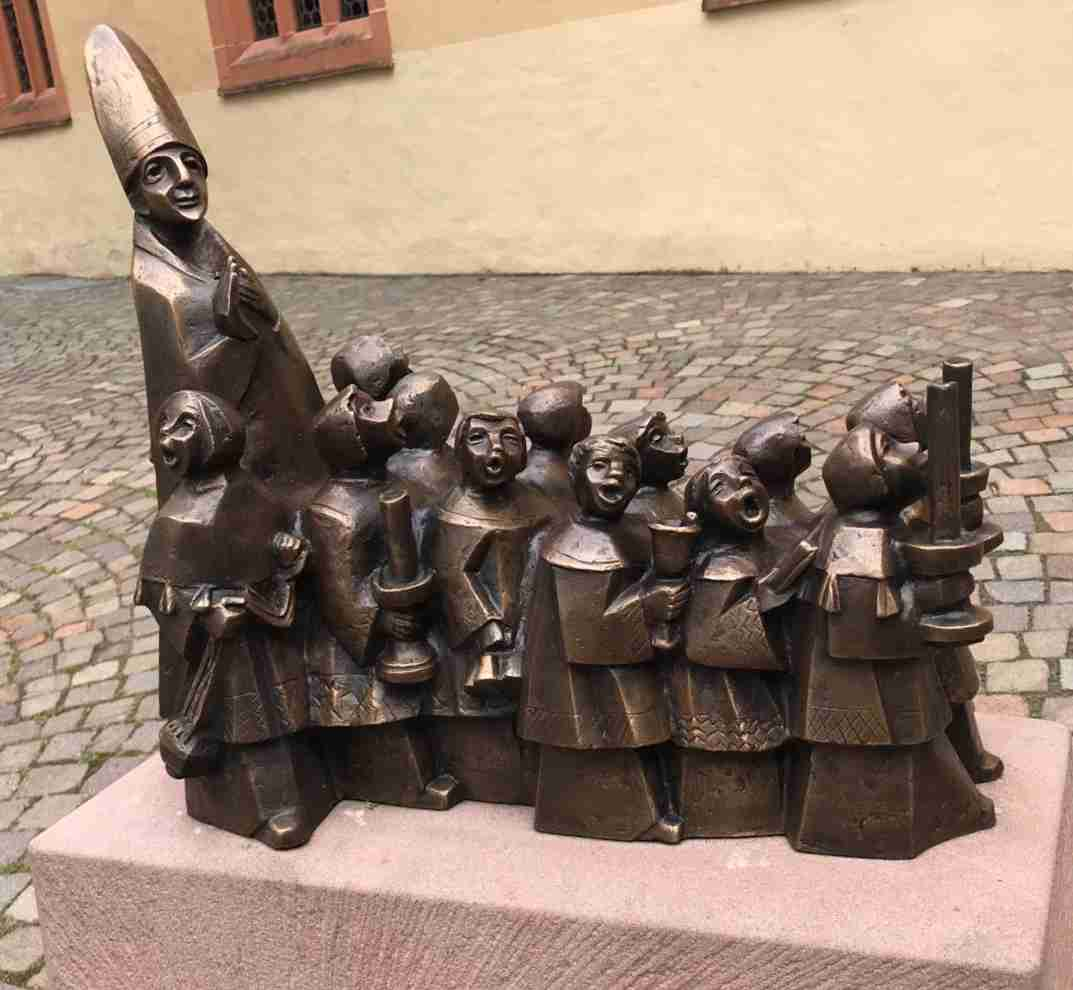
Hans Prasch: Hoher Besuch, Bronze

- Tauzieher. Am Salinenplatz, Bad Orb (Bronze).
- Peter von Orb. Vor der Volksbank, Bad Orb (Bronze).
- Sälzer. Am Aufgang zur Burg Bad Orb (Bronze).
- Ausrufer. Am Salinenplatz, Bad Orb (Bronze).
- Hoher Besuch. Vor der Martinskirche, Bad Orb (Bronze).
- Mundharmonikaspieler. Vor der Konzerthalle, Bad Orb (Kunststein).
- Kruzifixus. Auf dem Molkenberg, Bad Orb (Holz).
- Sterntaler-Mädchen, Museum im Brüder Grimm-Haus, Steinau an der Straße (Kunststein)[15].
- Schubkärrnschercher. Vor dem Museum, Gelnhausen (Bronze).
- Jubiläumsbrunnen. Am Solplatz, Bad Orb (Bronze).
- Krippe. In der Michaelskirche, Bad Orb (Holz).
- Katz und Maus. Am Pumpchen, Heppengasse, Bad Orb (Bronze).
- Skulptur. Am Grab von Hans Prasch, Bad Orb (Bronze).
- Relief und Türgriffe. Am Alten Rathaus, Bad Orb (Aluminium).
- Brunnenausguss mit Knaben. „Spital Born“, an der Mauer, Bad Orb (Bronze)
- Brunnenausguss Ross Born. Am Obertor, Bad Orb (Bronze).
- Pinguine Am Brunnen. Konzerthalle, Bad Orb (Kunststein).
- Teilrelief. An der Toscana Therme, Bad Orb (Kunststein).
- Lebensgroßer Akt. Rathaus, Bad Orb (Blei).
- Moses. Evangelische Kirche Aufenau (Holz).
- Madonna. Katholische Christkönigkirche, Rothenbergen (Holz).
- Jakobus. St.-Jakobus-Kirche, Lettgenbrunn (Holz).
- Musizierende Kinder. Heinrich-Hehrmann-Schule, Schlüchtern (Bronze).
- Die Trauernden. Friedhof, Rüsselsheim (Kunststein).
- Sitzendes Mädchen. Im Eingangsbereich Schwesternheim, Wiesbaden (Blei).
- Flötenspielerin. Kita Rüsselsheim (Bronze)
- Rasselbande. (Bronze)
- Kleiner Bär. (Bronze)
- Alte Frau, zwei unartige Kinder hinter sich her zerrend. (Bronze)
- Der Geldwechsler. (Bronze)
- Museumsbesucher. (Bronze)